# Atlantic (Dufresne)
Atlantic è il primo album della band screamo vicentina Dufresne. È stato pubblicato nel 2006.

## Tracce
1. Nexiest Luces – 2:54
2. Root Is A Flower That Disdain Fame – 3:25
3. Baba Yaga – 3:39
4. Un Lungo Sacrificio – 3:48
5. Readymade Complaints – 3:47
6. Fashion Kills Romance – 3:26
7. Opera – 4:04
8. Under Pressure... You Retract! – 3:44
9. Un Fuoco Dentro – 4:14
10. Siamo Tutti Illusi Di Essere Nel Giusto – 3:38
11. A Word That Rimes With Shame – 18:12

## Formazione
- Nicola Cerantola - voce
- Matteo Tabacco - basso, seconda voce
- Luca Dal Lago - chitarra
- Alessandro Costa - tastiera
- Davide Zenorini - batteria